# Ungheni (Mureș)
Ungheni (tot 1925; Nirașteu en in het Hongaars: Nyárádtő) is een stad (oraș) en gemeente in het Roemeense district Mureș. De stad telt 6551 inwoners (2002).
In de stad zelf maakten de Hongaren 18% van de bevolking uit. De stad ligt daarmee net buiten het etnisch Hongaarstalige gebied Szeklerland.
In de gemeente ligt de Luchthaven Targu Mures bij het dorpje Recea.
De gemeente bestaat naast de stad uit de volgende dorpen:
- Cerghid (Nagycserged)
- Cerghizel (Kiscserged)
- Moreşti (Malomfalva)
- Recea (Recsa)
- Şăuşa (Sóspatak)
- Vidrasău (Vidrátszeg)

## Geschiedenis
De plaats werd in het jaar 1264 voor het eerst in geschriften vermeld als 'Naradtew'. Aan de rand van de gemeente liggen resten van een oude Romeinse weg. De eerste kerk werd waarschijnlijk gebouwd in de 14e eeuw. In het jaar 1601 werd de kerk verwoest samen met de daarin gevluchte bevolking door Giorgio Basta, de legeraanvoerder van de Habsburgse keizerlijke troepen. De ruïne van de kerk was er 1728 nog, de plek ervan is nog te zien op de Hongaars Gereformeerde begraafplaats. De bevolking ging in de 16e eeuw over op het Gereformeerde geloof. 
Tijdens de revolutie van 1848 werd het dorp andermaal verwoest door Oostenrijkse troepen.
Vanaf die tijd (1850) is de bevolking voornamelijk Roemeenstalig, de Hongaren hebben er de afgelopen 170 jaar echter ook altijd een belangrijk deel van de bevolking gevormd (circa 30% van het totaal). Sinds 1896 was de plaats onderdeel van het Koninkrijk Hongarije (binnen de Oostenrijks-Hongaarse monarchie), in 1920 werd het toegewezen aan Roemenië.
Sinds het Roemeense bewind is het aantal Hongaren gestaag afgenomen terwijl het aantal Roemenen is gegroeid. De spoorweg, het nabijgelegen vliegveld en de grotere stad Tirgu Mures maakten dat er bedrijvigheid ontstond en de plaats ook als forensenplaats kon groeien.
In 2004 kreeg de plaats stadsrechten van de Roemeense regering.

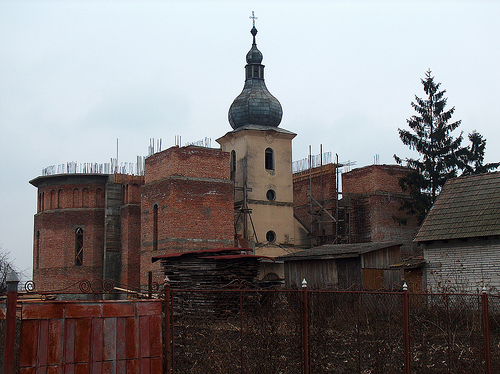
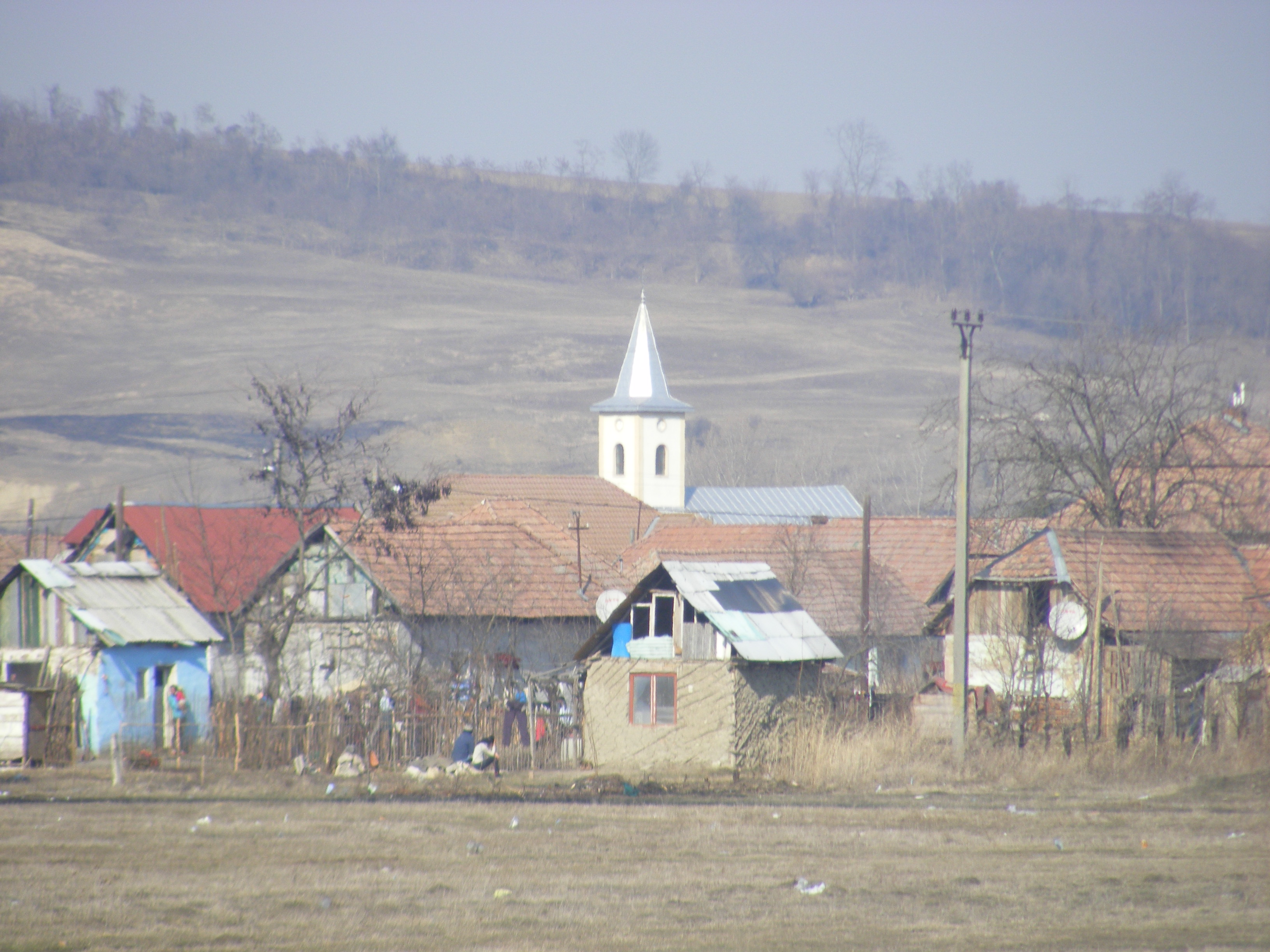
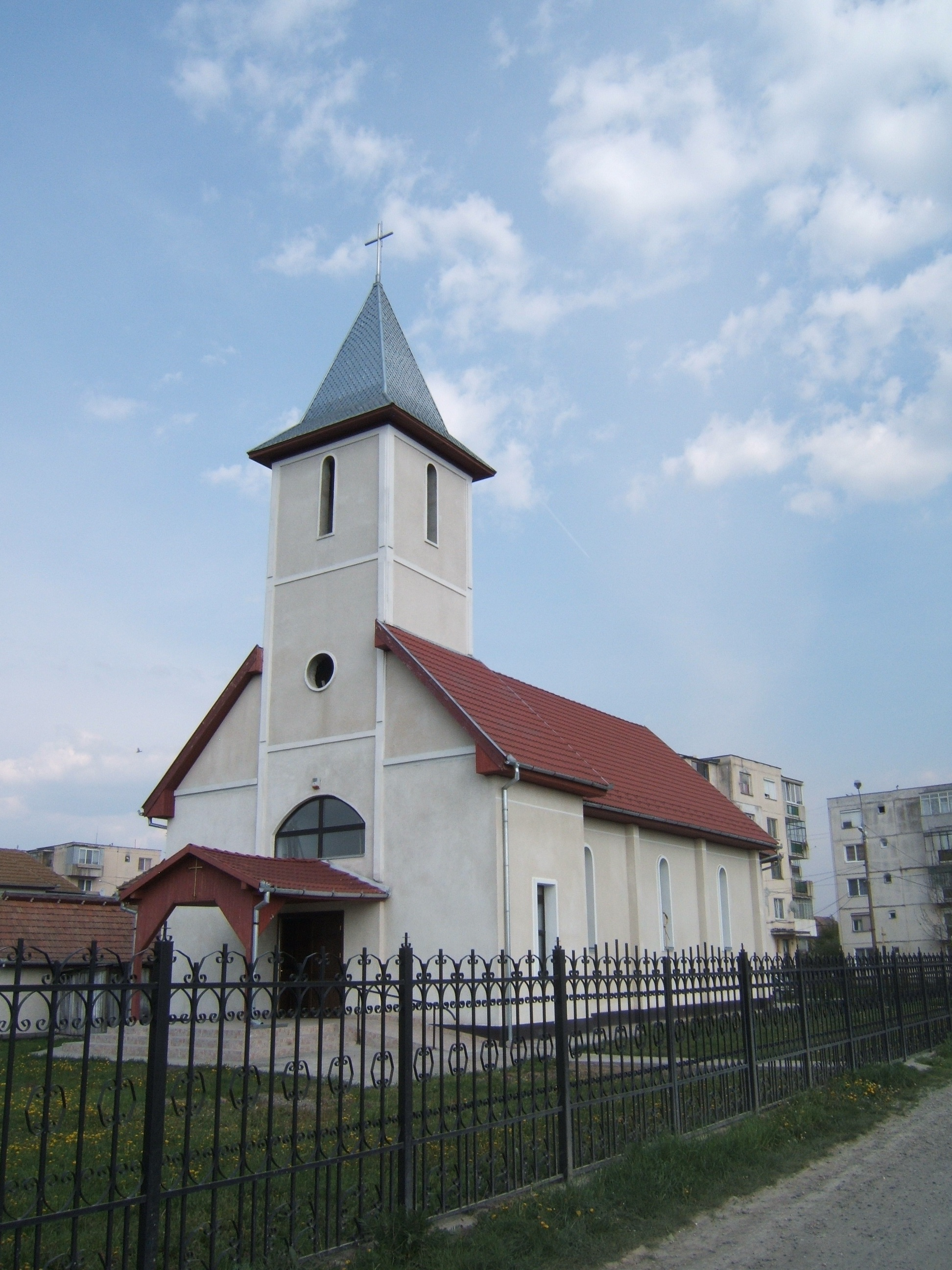

Steden met gemeentestatus: Târgu Mureș · Sighișoara · Reghin · Târnăveni

Steden zonder gemeentestatus: Iernut · Luduș · Sovata · Miercurea Nirajului · Sărmașu · Sângeorgiu de Pădure · Ungheni